# Harald Engelmann
Harald Siegfried Engelmann (* 8. Mai 1933; † 22. Dezember 2023 in Potsdam) war ein deutscher Schauspieler, Tänzer, Choreograf und Theaterregisseur.

## Leben
Engelmann wirkte Anfang der 1960er Jahre an der Komischen Oper Berlin, unter anderem als Pantomime und Tänzer. Er gehörte dort als Solist zum Ballett der Komischen Oper, wo er unter anderem in Inszenierungen von Walter Felsenstein auftrat.
In dessen mittlerweile legendärer Inszenierung der Oper Ein Sommernachtstraum verkörperte Engelmann, unter der musikalischen Leitung von Kurt Masur, die Sprechrolle des Kobolds Puck. Engelmanns Darstellung zeichnete sich insbesondere durch ihre Akrobatik und Artistik aus, die Engelmanns vollen physischen Einsatz forderte. In der Spielzeit 1962/1963 übernahm er an der Komischen Oper die Rolle des Doktor Purgon in der Tanzpantomime Der eingebildete Kranke von Hans-Dieter Hosalla (1919–1995), nach Motiven von Molières Komödie Der eingebildete Kranke.
Ab 1966 arbeitete Engelmann auch als Schauspieler, Regisseur und Choreograf an der Volksbühne Berlin. Dort führte er unter anderem bei Die lustigen Weiber von Windsor (Premiere 30. Dezember 1967) Co-Regie, war für die Choreografien mehrerer Theaterstücke verantwortlich und trat, schwerpunktmäßig in Nebenrollen, bis in die 1980er-Jahre in verschiedenen Inszenierungen als Darsteller auf. Aufführungen wurden auch für das Fernsehen der DDR aufgezeichnet.
Als Theaterregisseur inszenierte Engelmann 1975 am Hans Otto Theater in Potsdam das Musical Terzett von Gerd Natschinski. 1979 führte er, anlässlich des Lessing-Jahres, am Theater Schwedt Regie bei einer Inszenierung von Nathan der Weise.
Engelmann war seit den 1950er Jahren auch als Darsteller von Nebenrollen im Film und im Fernsehen zu sehen. Er verkörperte Charakterrollen und Chargen; häufig spielte er Autoritätspersonen wie Offiziere oder Justizbeamte. Engelmann gab sein Filmdebüt 1953 in der Folge Persil bleibt Persil der satirischen Kurzfilmreihe Das Stacheltier, in der er einen Studenten verkörperte. Als Götz Friedrich, Regisseur an der Komischen Oper, 1962 seinen einzigen Spielfilm Rotkäppchen drehte, engagierte er Engelmann als Darsteller des Fuchs.
Engelmann spielte in einigen weiteren DEFA-Filmen mit, darunter Ralf Kirstens ostdeutschen Mantel- und Degen-Film Mir nach, Canaillen! und Herrmann Zschoches Gegenwartsfilm Die Alleinseglerin. Er war in zahlreichen Fernsehfilmen und Fernsehserien zu sehen.
Im DDR-Fernsehen hatte er zwei kleinere Episodenrollen auch in der Krimiserie Polizeiruf 110, so als Lockvogel in der Episode Trickbetrügerin gesucht (1977) und als Staatsanwalt Franke in der Folge Der Tote zahlt (1987).
Harald Engelmann lebte mit seiner dritten Ehefrau, der Kabarettistin Andrea Meissner in Potsdam. Er hat einen Sohn, Felix Albert Meissner.

## Theaterauftritte (Auswahl)
Engelmann trat als Darsteller unter anderem in folgenden Inszenierungen an der Volksbühne Berlin auf:
- 1968: Arthur Fauquez: Barbarossa und die Sonnenblumeninsel (Sperling) – Regie: Ottofritz Gaillard
- 1970: Valentin Katajew: Avantgarde
- 1971: Günther Cwojdrak: Pfeile des Eros. Ein Sittenbild der Antike
- 1974: Regina Weicker: Die Ausgezeichneten (Uraufführung)
- 1981: William Shakespeare: Was ihr wollt
- 1981: Molière: Der Geizige
- 1984: Paul Gratzik: Die Axt im Haus (Rentner) – Regie: Harald Warmbrunn (Theater im III. Stock)
- 1984: Albert Wendt: Mein dicker Mantel & Prinzessin Zartfuß und die sieben Elefanten (Elefantenmann) – Regie: Werner Tietze (Theater im III. Stock)
- 1989: Zeit der Wölfe

## Filmografie (Auswahl)
- 1953: Das Stacheltier: Persil bleibt Persil (Kurzfilm)
- 1961: Eine Handvoll Noten
- 1962: Fernsehpitaval: Auf der Flucht erschossen (Fernsehreihe)
- 1962: Die schwarze Galeere
- 1962: Rotkäppchen
- 1964: Mir nach, Canaillen!
- 1970: Kein Mann für Camp Detrick (Fernsehfilm)
- 1971: Istanbul-Masche (Fernsehfilm)
- 1973: Das unsichtbare Visier (Fernsehserie)
- 1973: Erziehung vor Verdun (Fernsehfilm)
- 1975: Die Wildente (Theateraufzeichnung)
- 1976: Die Insel der Silberreiher (Fernsehfilm)
- 1977: Polizeiruf 110: Trickbetrügerin gesucht (Fernsehserie)
- 1979: Die lange Straße: Ein jeder gibt den Wert sich selbst (Fernsehserie)
- 1979: Einfach Blumen aufs Dach
- 1980: Alma schafft alle (Fernsehfilm)
- 1980: Archiv des Todes: Wettlauf mit der Zeit (Fernsehserie)
- 1980: Unser Mann ist König (Fernsehserie)
- 1981: Die kluge Finette (Fernsehfilm)
- 1982: Hotel Polan und seine Gäste (Fernsehfilm)
- 1985: Zahn um Zahn – Die Praktiken des Dr. Wittkugel, Folge: Das Goldstück (Fernsehserie)
- 1985: Zwei Nikoläuse unterwegs (Fernsehfilm)
- 1987: Der Geizige (Fernsehfilm)
- 1987: Polizeiruf 110: Der Tote zahlt (Fernsehreihe)
- 1987: Die Alleinseglerin
- 1988: Präriejäger in Mexiko: Benito Juarez
- 1989: Vera – Der schwere Weg der Erkenntnis (Fernsehfilm)
- 1990: Der Streit um des Esels Schatten
- 1992: Apfelbäume